# Jo (namn)
Jo är ett förnamn. Det är en kortform för John och Johannes. I USA används namnet ofta som flicknamn.

## Kända personer med namnet Jo

### Män

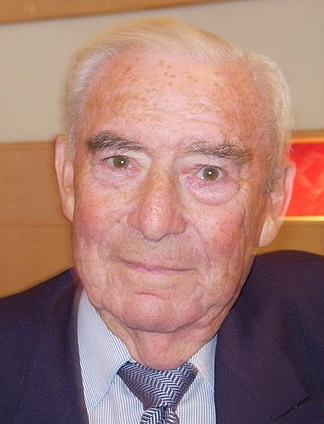
Jo Benkow

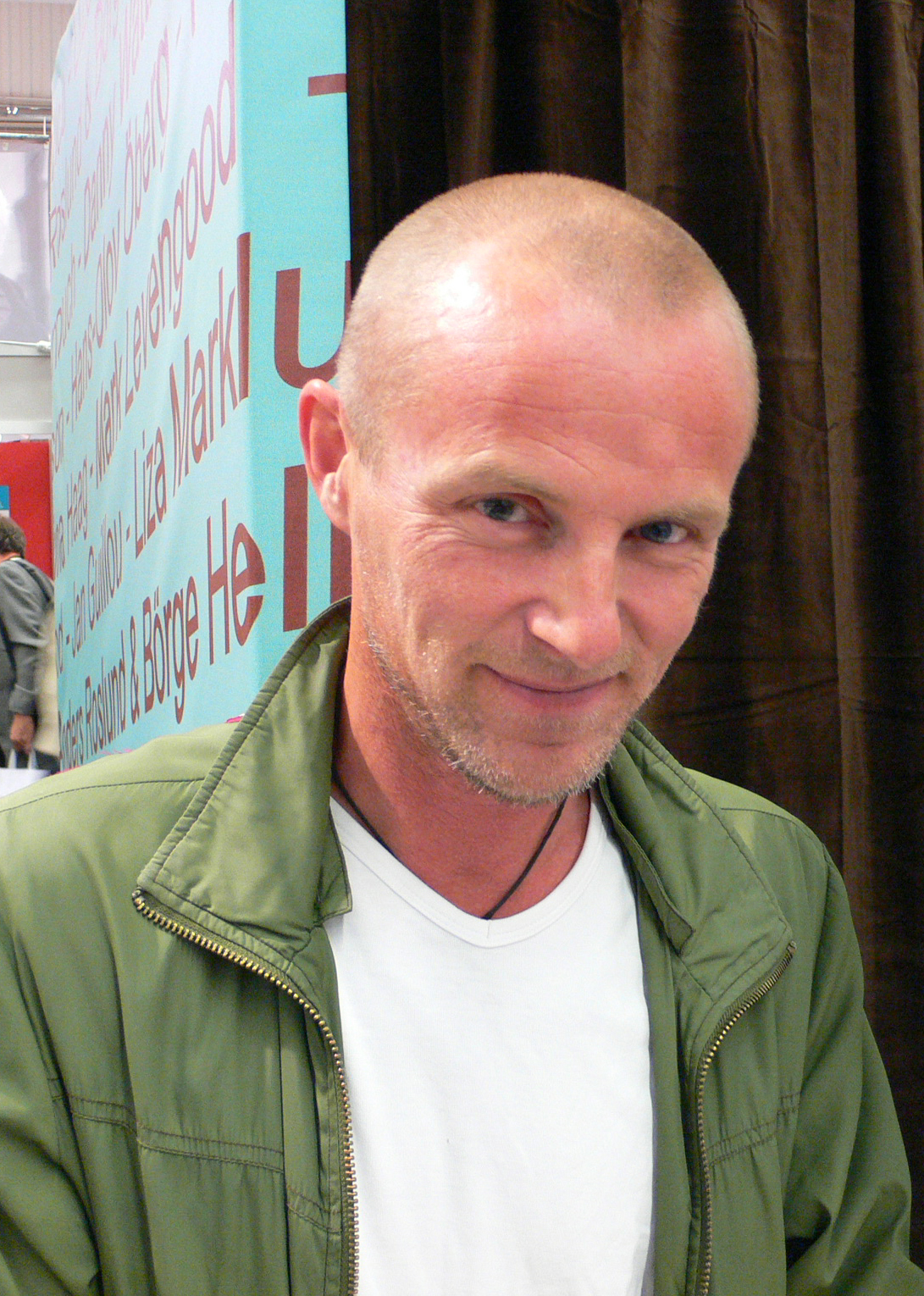
Jo Nesbø

- Jo Visdal (1861–1923), norsk bildhuggare
- Jo Benkow (1924–2013), norsk politiker
- Jo Nesbø (f. 1960), norsk musiker och författare

### Kvinnor
- Jo van Ammers-Küller (1884–1966), nederländsk författare
- Jo Giæver Tenfjord (1918–2007), norsk författare